# فیلاب (قوچان)
فیلاب، روستایی است از توابع بخش مرکزی شهرستان قوچان در استان خراسان رضوی ایران.

## جمعیت
این روستا در دهستان قوچان عتیق قرار داشته و براساس سرشماری سال ۱۳۸۵جمعیت آن ۳۴۴ نفر (۱۰۳ خانوار) بوده است.

## مشاهیر
نامدارترین فرد متولد فیلاب مسلم اسکندر فیلابی کشتی‌گیر بازنشسته و پرافتخارترین ورزشکار ایرانی در تاریخ بازی‌های آسیایی با ۴ مدال طلا می‌باشد.